# Сальвестро Медічі
Сальвестро Медічі (*1331 — †1388) — політичний діяч Флорентійської республіки. Представник роду Медічі. Двоюрідний брат В'єрі Медічі. Не плутати з Сальвестро, сином Аверардо Медічі.

## Життєпис
Походив із знатного пополанського роду. Прапраонук К'яріссімо Медічі, заможного аптекаря і лихваря, по лінії К'яріссімо (II) ді Філіппо Медічі. Був сином Аламанно ді Філіппо Медічі. Свою політичну діяльність розпочав у 1358 році, ставши членом Пріорату мистецтв. У 1360 році його призначають капітаном міста Пістойя. У 1370 році його вперше обирають гонфалоньєром республіки. Авторитет Сальвестро був настільки значним, що почав становити загрозу аристократії Флорентійської республіки на чолі із родом Альбіцці.
У 1378 році Сальвестро знову обирають гонфалоньєром республіки, до того ж він займає посаду пропосто, яка дозволяла організовувати збори основних магістратур республіки. Домігся скасування закону про попереджених, який Альбіцці застосовували проти своїх супротивників.
Разом із своїми прихильниками він вирішив ввести в дію Установи справедливості, спрямовані проти аристократії, а також зменшити владу партійних капітанів. Це викликало спротив нобілів. Проте Сальвестро зміг силою заставити прийняти ці закони. Водночас ці дії викликали соціальних вибух — бідні пополани повстали спочатку проти аристократів, а потім проти заможних пополанів. Вибухнуло повстання чомпі (чесальників шерсті). Тільки новий гонфалоньєр Мікеле де Ландо зміг придушити це повстання. Разом з тим підупав вплив та авторитет самого Сальвестро Медічі. Цим скористалися аристократи Альбіцці, щоб вигнати з Флоренції Сальвестро з родиною (1382 рік). Головуванням домом Медічі перейшло до кузена Сальвесттро — В'єрі Медічі.

## Родина
Мав сина Аламанно, онуків Бернардо та Джорджо, які продовжили боротьбу за владу у республіці.